# Griegos
 (décembre 2023).
Si vous disposez d'ouvrages ou d'articles de référence ou si vous connaissez des sites web de qualité traitant du thème abordé ici, merci de compléter l'article en donnant les références utiles à sa vérifiabilité et en les liant à la section « Notes et références ».
Griegos est une municipalité de la comarque de la Sierra de Albarracín, dans la province de Teruel, communauté autonome d'Aragon en Espagne.

## Géographie
Ce petit village est situé au pied de la Muela de San Juan (1 836 m) l'un des points culminants des Montes Universales.
Le climat est continental méditerranéen, caractérisé par de longs hivers froids avec peu de neige mais, où les températures peuvent rester plusieurs jours à 15 °C ou moins. Les étés sont doux et certains jours, il est possible d'atteindre des températures négatives en plein été.